# Dulce II da Provença
Dulce II (1165 - 1172) era filha de Raimundo Berengário II da Provença e de Riquilda da Polônia, rainha viúva de Castela e Leão.
Após a morte de seu pai, em 1166, tentando conquistar Nice, Dulce herdou o condado da Provença. Todavia, ela foi contestada por seu primo, Raimundo, conde de Barcelona, o qual reivindicou o condado da Provença, alegando que, uma vez que Raimundo Berengário morrera sem deixar herdeiros varões, o condado deveria passar para ele. Em 1167, ele tomou o controle da Provença, forçando Branca a se retirar do condado.
Em 1172, a avó paterna de Dulce, Beatriz de Melgueil, decidiu dividir o condado de Melgueil entre sua filha Ermesinda e sua neta Dulce, a qual fora prometida em casamento a Raimundo, filho do conde de Toulouse. Todavia, o noivado foi logo desfeito, no mesmo ano, Raimundo casou-se com Ermesinda, recentemente viúva do primeiro esposo. Dulce faleceu pouco depois, tendo deixado a sua parte de Melgueil para a tia.